# 嘉瀬南インターチェンジ
嘉瀬南インターチェンジ（かせみなみインターチェンジ）は、佐賀県佐賀市嘉瀬町にある有明海沿岸道路（佐賀福富道路）のインターチェンジである。

## 概要
- 佐賀県庁など、佐賀市中心部に最も近いインターチェンジである。

## 歴史
- 2011年3月6日 : 嘉瀬南IC-久保田IC間開通に伴い供用開始[1]

## 接続する道路
- 佐賀県道287号十五中原線

## 隣
有明海沿岸道路（佐賀福富道路）
嘉瀬南IC - 久保田IC